# Комиссия по атомной энергии США
Комиссия по атомной энергии США (КАЭ, англ. United States Atomic Energy Commission, AEC) — правительственная организация, учреждённая Конгрессом США после Второй мировой войны для содействия и контроля за развитием ядерной отрасли, в том числе научно-исследовательскими работами, в мирное время.
Предшественницей этой комиссии была Временная комиссия по атомной энергии. 1 августа 1946 года президент Гарри Трумэн подписал Закон об атомной энергии («Закон Макмахона»), переводящий контроль над атомной энергетикой от военных институтов к гражданским. Закон вступил в силу 1 января 1947 года.
При комиссии был создан Генеральный совещательный комитет (General Advisory Committee, GAC), в который входили ведущие ученые США в области ядерной физики. Многие из них принимали участие в Манхэттенском проекте. Первым главой комитета был Роберт Оппенгеймер. В комитет также входили физик Оливер Бакли (Oliver E. Buckley), химик Джеймс Конант, физик ДюБридж (L. A. DuBridge), физик Энрико Ферми, профессор математики Джон фон Нейман, профессор физики Исидор Раби, инженер Хартли Роу (Hartley Rowe), профессор химии Гленн Сиборг, металлург Сирил Смит. Комитет оказывал научные консультации по ряду вопросов, связанных с ядерными технологиями, включая финансирование проектов, создание лабораторий и даже международную политику, хотя рекомендации GAC не всегда принимались во внимание.

## Преобразования
Комиссия была расформирована в соответствии с «Законом о реорганизации энергетики» 1974 года, её функции были переданы двум новым организациям: Управлению энергетических исследований и разработок и Комиссии по ядерному регулированию.